# 弗氏燭光魚
弗氏燭光鱼（学名：Polyipnus fraseri）为輻鰭魚綱巨口魚目褶胸鱼科的其中一種。分布於西太平洋區的日本及菲律賓海域，為深海魚類，會進行垂直性洄游。